# Vogtshof (Görlitz)
Der Vogtshof in Görlitz wurde als Sitz für die landesherrlichen Beamten der Oberlausitz erbaut, war später Garnisonskaserne, Zuchthaus und wird heute als Studentenwohnheim genutzt.

## Lage
Der Bau befindet sich nördlich der Pfarrkirche St. Peter und Paul, die im Volksmund oft nur Peterskirche genannt wird. Am steilen Nordhang des Kirchberges erhebt sich der Vogtshof über der Nikolaivorstadt im Norden und der Lausitzer Neiße im Osten. Im Norden und Osten umschließt die Grünanlage im einstigen Nikolaizwinger den Bau.

## Geschichte

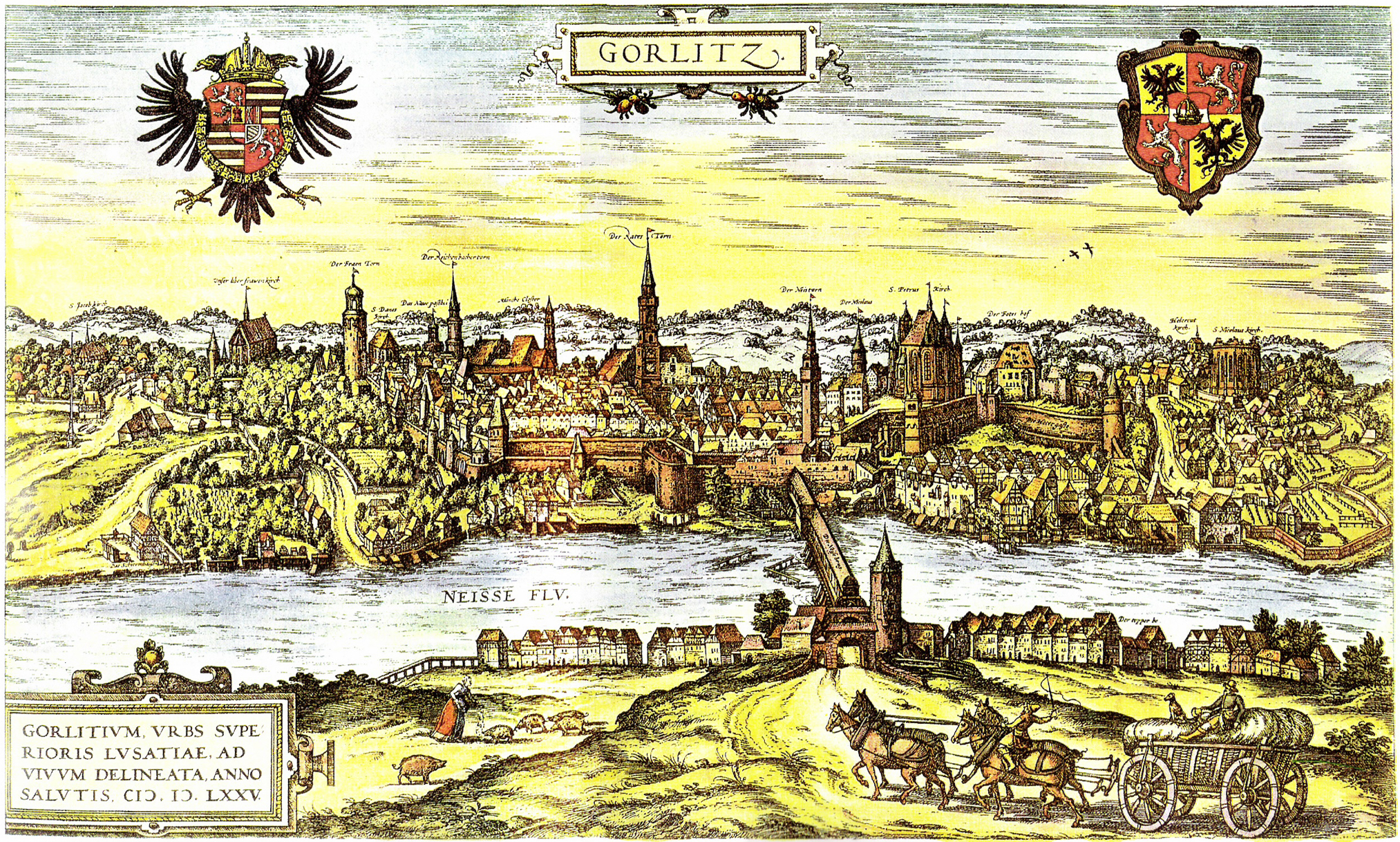
Blick auf die Stadt von Osten 1575. Der Vogtshof – hier als Der Fotes Hof bezeichnet – befindet sich rechts der Peterskirche

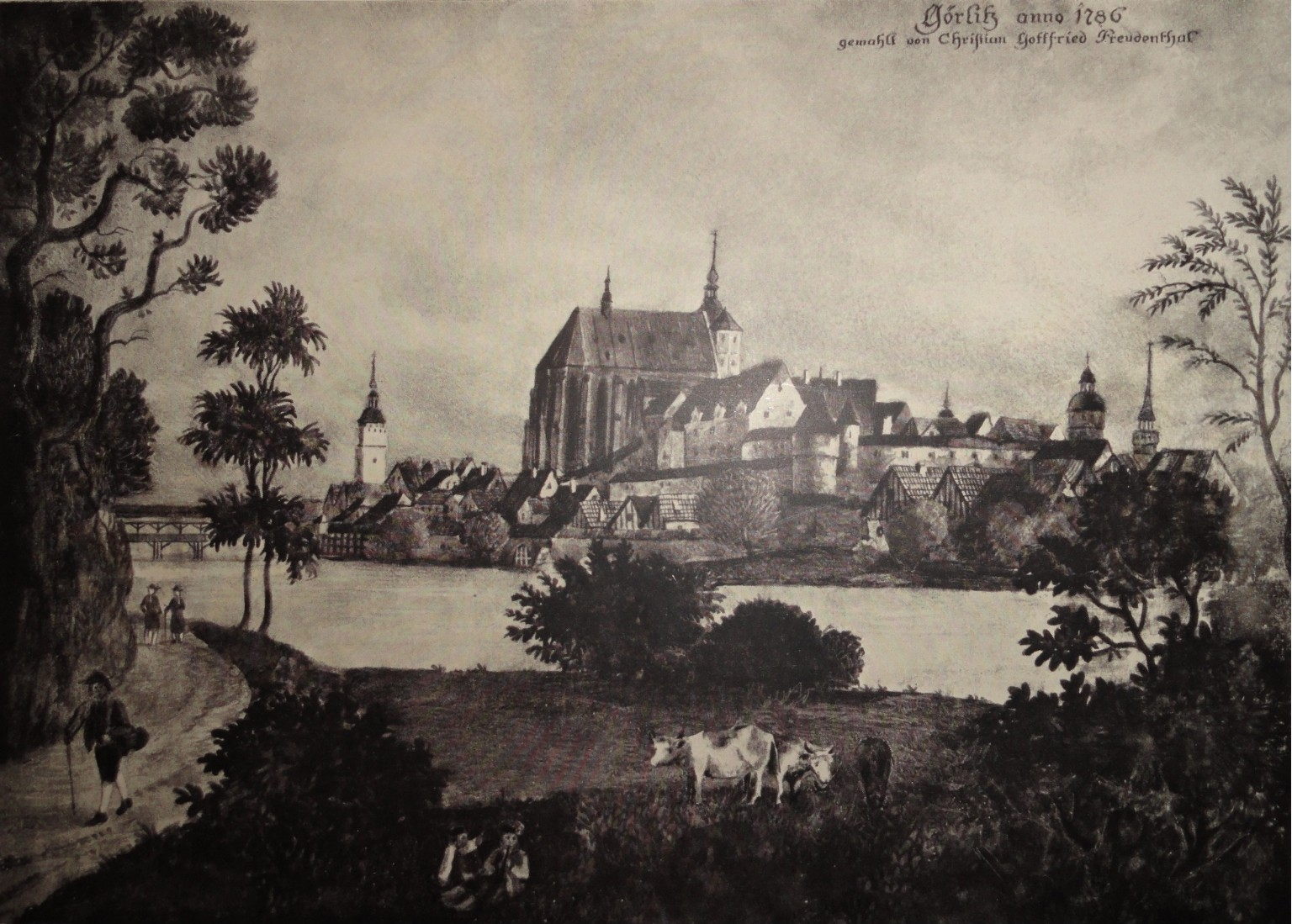
Stadtansicht mit dem Vogtshof aus dem Jahr 1786

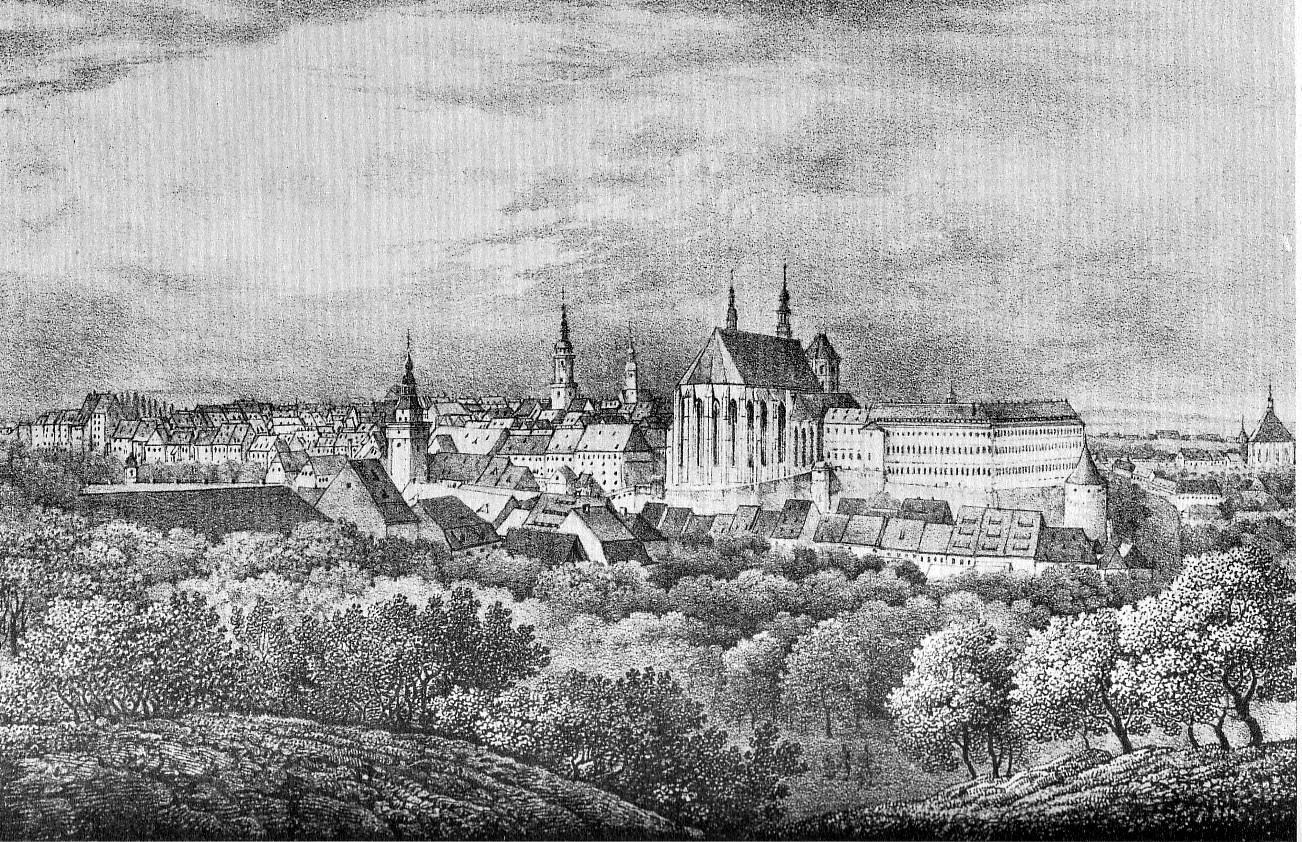
Stadtansicht mit dem Zuchthaus um 1850

Vor der Stadtentstehung lag in diesem Areal ein castrum bzw. der Burgberg. In direkter Nachbarschaft befand sich ein Gutshof, in etwa auf dem heutigen Standort des Waidhauses. Im Jahr 1268 wurde die Oberlausitz auf Geheiß von Markgraf Otto IV. von Brandenburg in die Länder Bautzen und Görlitz geteilt. Vermutlich wurde in dieser Zeit, als die Stadt zum Verwaltungssitz für die östliche Oberlausitz wurde, ein festes Haus für die obersten landesherrlichen Beamten und den Landvogt errichtet. Als die Oberlausitz 1329 wieder vereint war, residierten die Landesbeamten jedoch wieder meist in der Ortenburg in Bautzen. Der Sitz der Landesbeamten wurde auch einfach Hof oder 1327 des Herzogs Hof (nach Heinrich I., Herzog von Jauer) genannt. Zwei Jahre darauf gebrauchte Johann von Böhmen die folgenden Worte: „Unser Vogt in unserem Hofe zu Görlitz“.
Im Vogtshof saßen neben dem Landvogt auch die fiskalischen Beamten und des Amtshauptmanns. Hier tagten auch die Landstände des Kreises Görlitz. Am 30. April 1456 wurde das Gebäude bei einem Stadtbrand, das in der Nikolaigasse ausbrach, ebenso wie der Nikolaiturm zerstört. Für das Gericht und die Verwaltung wurden danach in der Stadt nur noch ein paar Zimmer eingerichtet. Erst am 20. Oktober 1567 überreichte Kaiser Maximilian II. dem Rat der Stadt auf dessen Bitten den unbewohnten und brachliegenden Vogtshof. Die Stadt errichtete auf dem Gelände ein Getreide- und Schütthaus, in dem auch Räumlichkeiten für Land- und Hofgericht eingerichtet waren. Dies war eine Bedingung des Kaisers für die Übereignung des Geländes an die Stadt.
Im Jahr 1791 richtete die Stadt das ständische Verwaltungszimmer und das Archiv auf zum großen Teil eigene Kosten neu ein. Zwanzig Jahre später kauften die oberlausitzischen Stände des Kreises Görlitz den Vogtshof, das angeschlossene sogenannte Schlösschen und den Zwinger der Stadt für 9900 Taler ab, um an dessen Stelle ein Zucht- und Arbeitshaus zu errichten. Die knappen Ressourcen während der Koalitionskriege ließen den Bau jedoch nicht vorangehen. Infolge des Wiener Kongresses wechselte die östliche Oberlausitz samt Görlitz von Sachsen nach Preußen. Die Landstände bauten 1826 das Schlösschen zum Landhaus um, in dem sie bis zur Fertigstellung des neuen Ständehauses an der Promenade (heute: Dr.-Kahlbaum-Allee) 1854 tagten. Schließlich kaufte die Regierung 1826 das Gelände samt dem begonnenen Bau für 25.000 Taler und vollendete das Zuchthaus bis 1830. Der preußische Staat nutzte den Bau anfangs auch als Garnisonskaserne.
Am 27./28. Mai 1848 brannte erst der nördliche Flügel und am 7. November des gleichen Jahres der Flügel am Schlösschen ab. Im Jahr 1928 kaufte die Stadt unter dem Oberbürgermeister Georg Wiesner das aufgegebene Zuchthaus wieder zurück. Nach 1945 richtete die Volkssolidarität zuerst im Vogtshof eine Küche sowie Werkstätten und Lagerräume ein. Ein Jahr später zog sie in die sogenannte Ressource an der Ecke Johannes-Wüsten-Straße/Joliot-Curie-Straße. Im Jahr 1976 zogen in den seit 1945 weitgehend leerstehenden Vogtshof das Studentenwohnheim und Teile des Ratsarchivs ein. Die Umgestaltung vom vierseitigen Gefängniskomplex zu einem Wohnheim erfolgte nach einem Projekt von Prof. Bernhard Klemm, der bereits Erfahrung beim Umbau des Gefängnisses Münchner Platz in Dresden zu einem Hochschulgebäude für die Technische Universität Dresden sammelte.
Der Vogtshof wurde zwischen 1994 und 2000 saniert und wird noch immer als Studentenwohnheim des Studentenwerks Dresden vor allem für die Studenten der Hochschule Zittau/Görlitz genutzt. Es bietet 242 Plätze.
Im Nordflügel befindet sich der Studentenclub Maus des Vereins Die Türmer e.V.

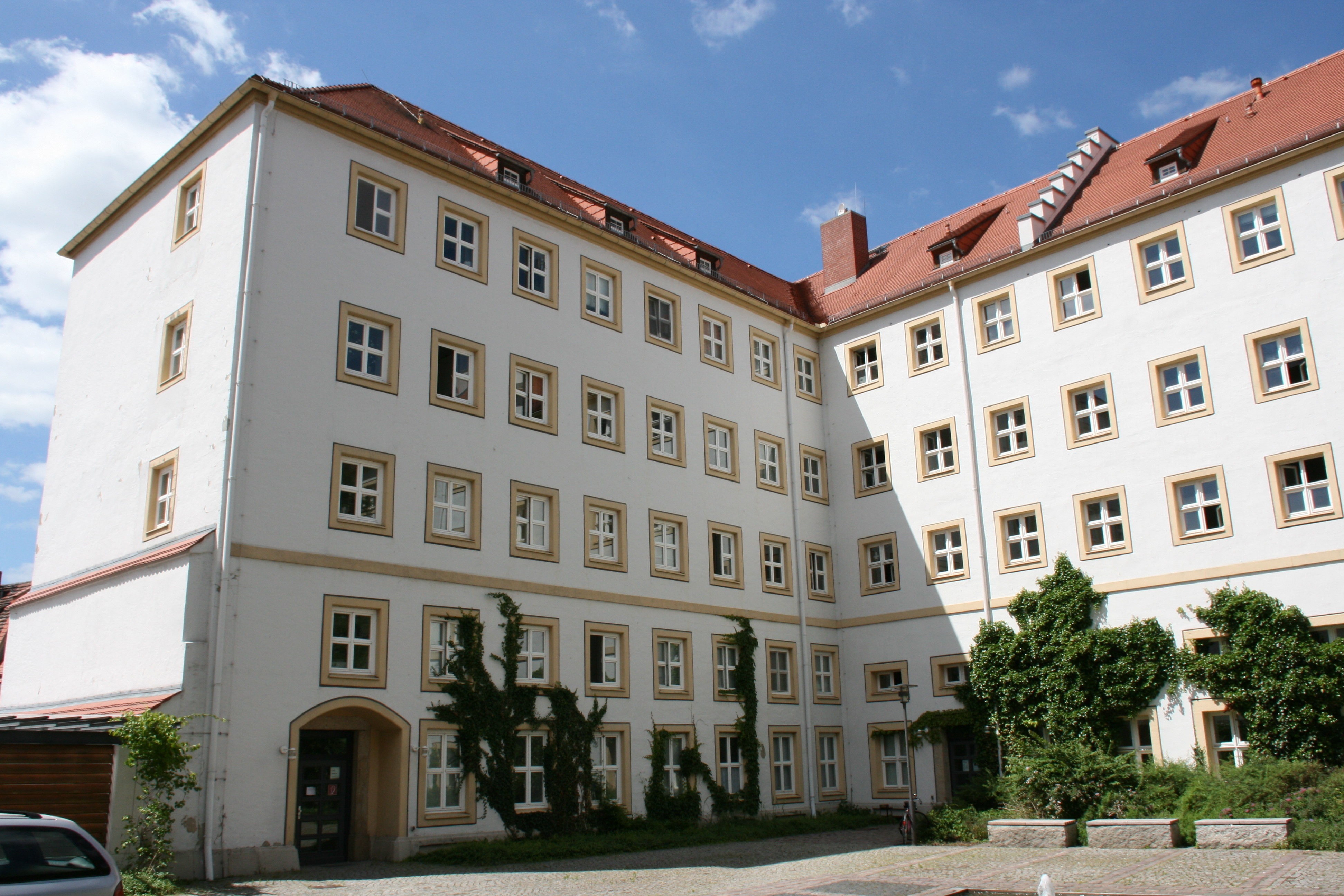
Innenhof mit West- und Nordflügel
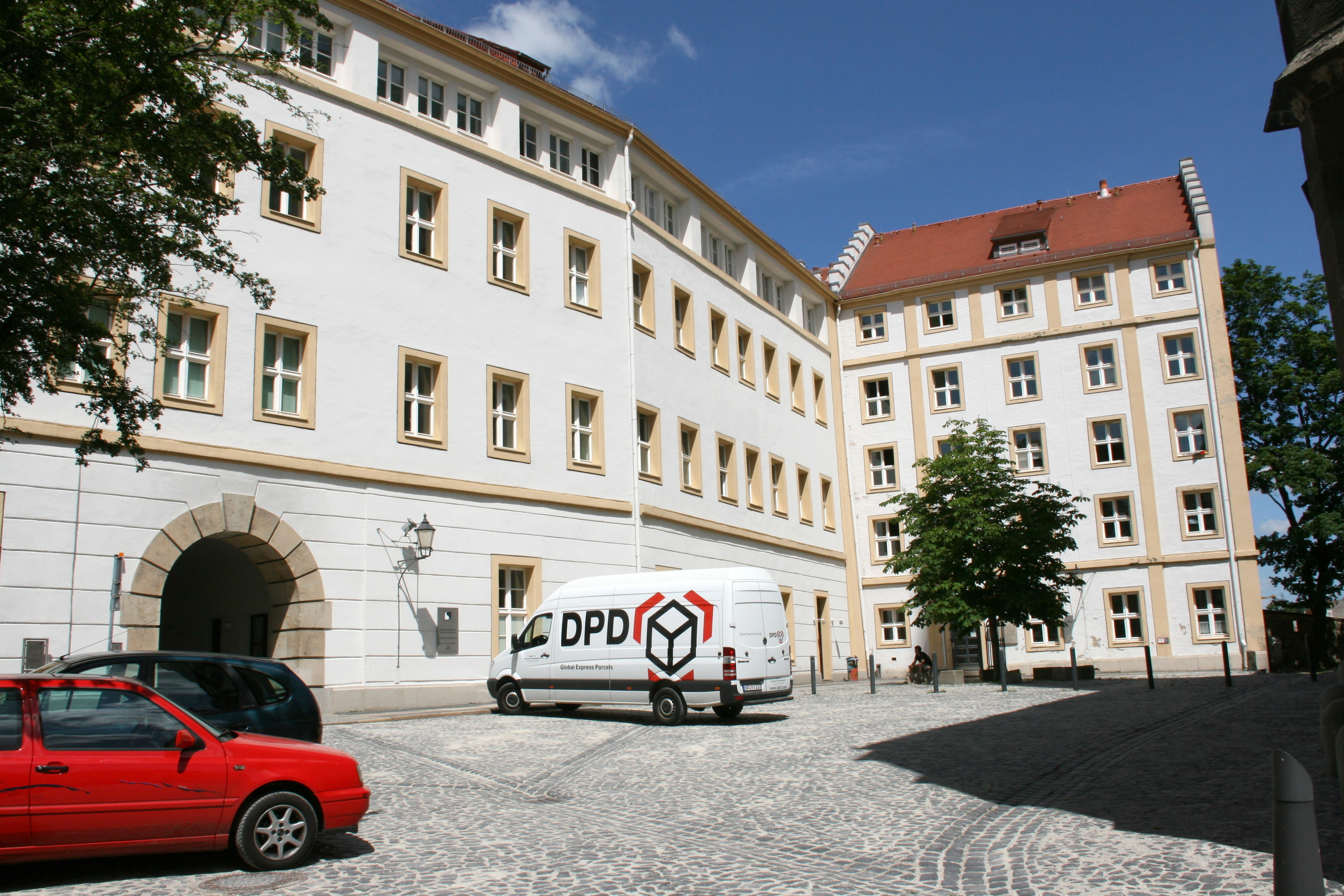
Südflügel an der Peterskirche mit Zugang in den Innenhof
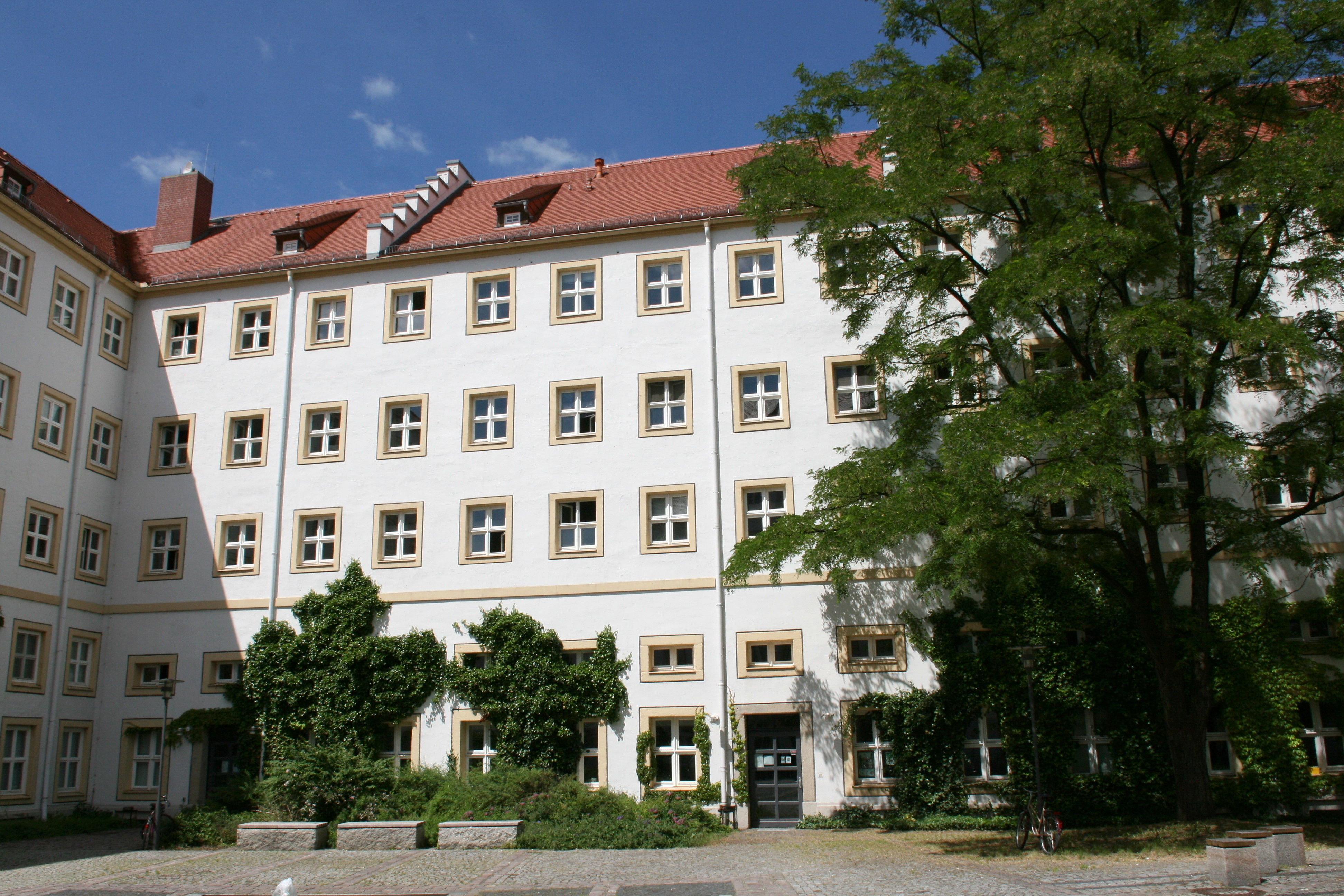
Nordflügel
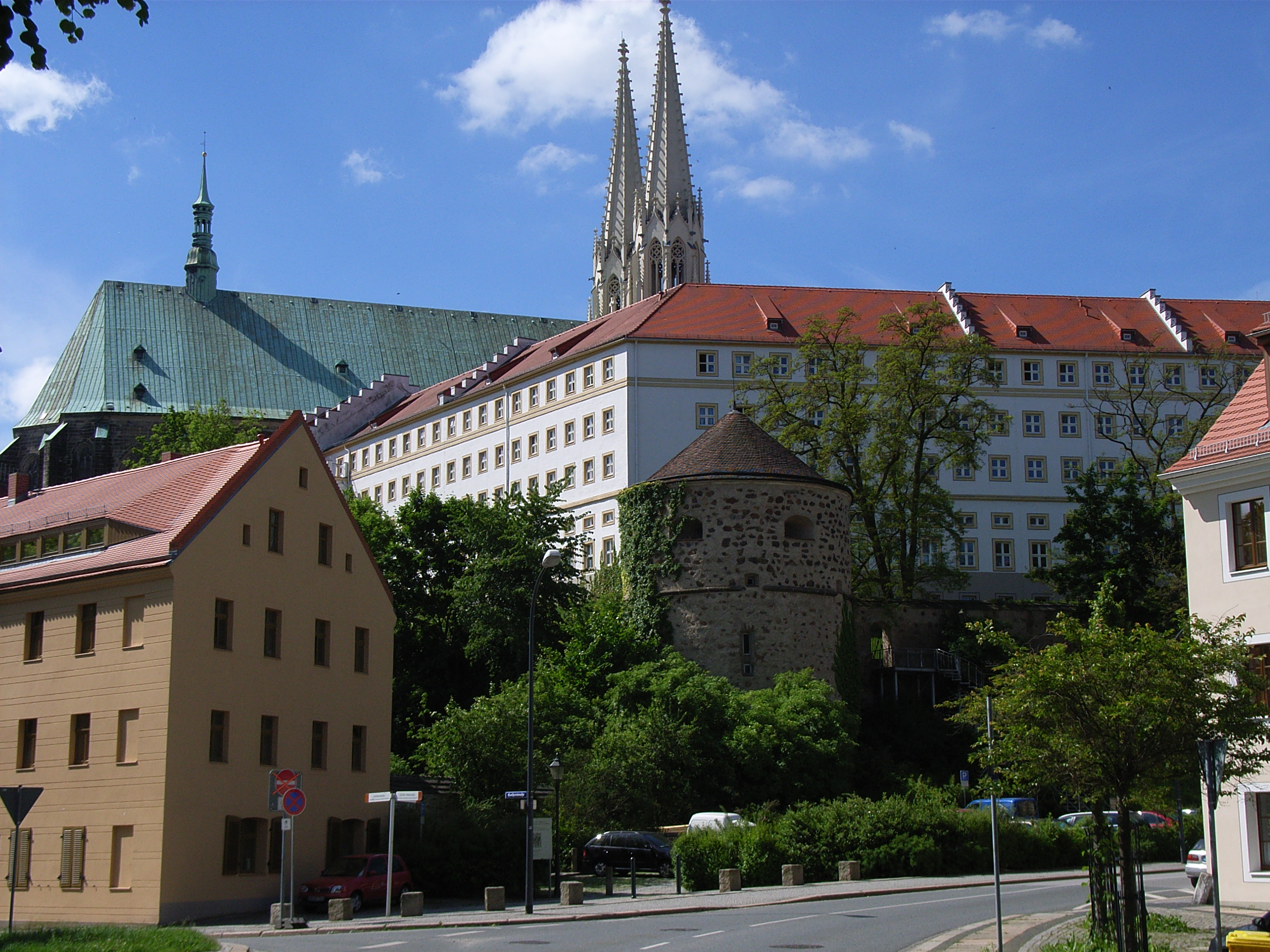
Blick vom Nikolaigraben auf den Hotherturm und den Vogtshof
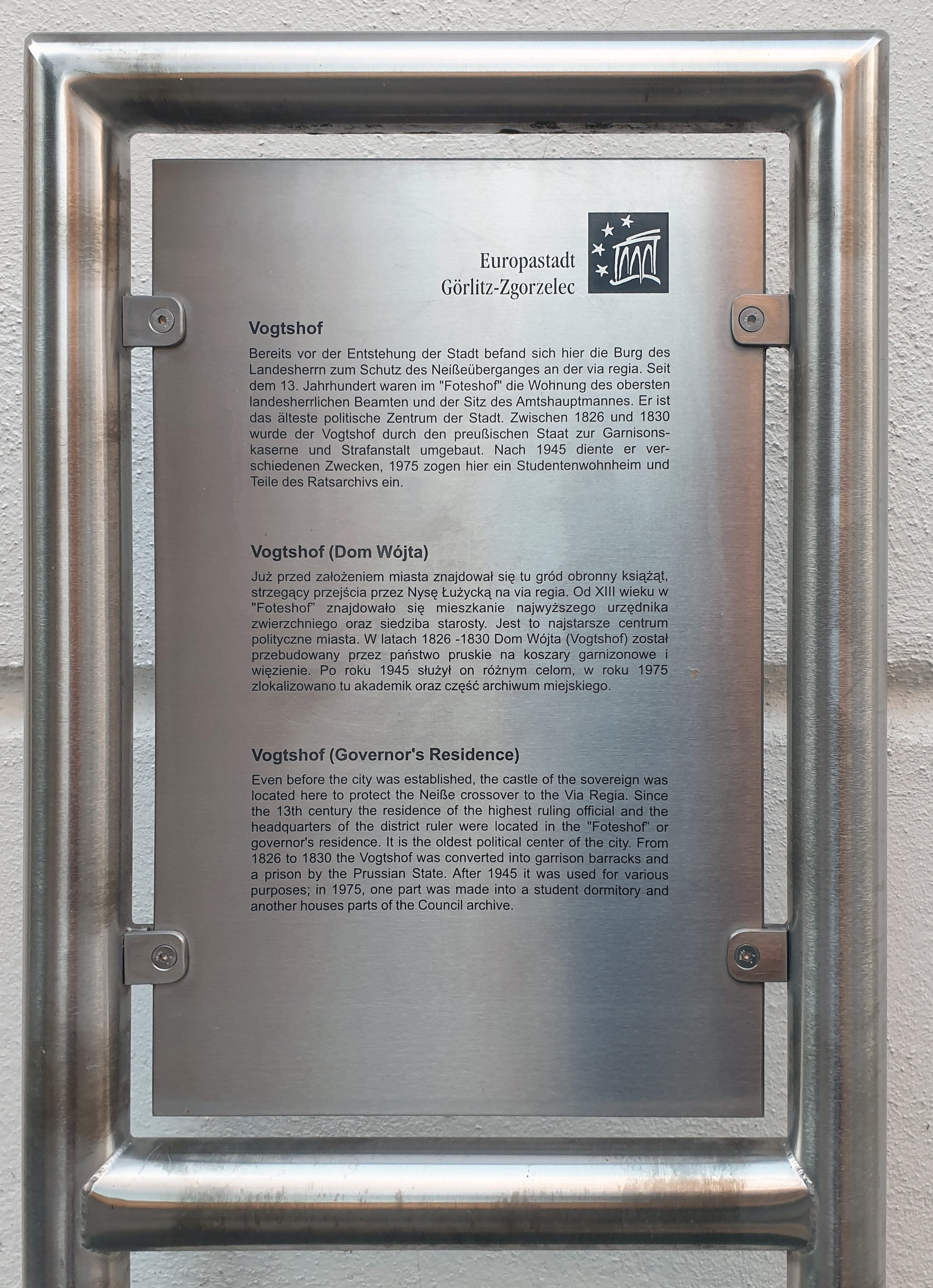
Gedenktafel